# کلونیا لاپین
کلونیا لاپین (به اسپانیایی: Colonia Lapin) یک منطقهٔ مسکونی در آرژانتین است که در بخش آدولفو آلسینا واقع شده‌است. کلونیا لاپین ۲۹۷ متر بالاتر از سطح دریا واقع شده‌است.